# Trstenik (Cres)
Koordinati:   44°40′17″N, 14°34′39″E
Trstenik je majhen in nizek otok med Cresom in Pagom v Kvarnerskem zalivu. Na otoku danes ni stalnega prebivalstva. Na njem stoji svetilnik, občasno pa se ob njem zasidrajo turistične ali ribiške ladje. Majhno sidrišče je obrnjeno na jugovzhodno stran, zato pred burjo ni varno. Pomol je rahlo poškodovan, globina morja ob pomolu pa znaša do 1,5 m. Rastlinstvo otoka predstavlja predvsem osat in trava, dreves ni. Površina otoka je 0,33 km², dolžina obale meri 4,41 km. Najvišji vrh je visok 10 mnm.
Iz pomorske karte je razvidno, da svetilnik, ki je občasno nastanjen, oddaja svetlobni signal: BR DBl 10s. Nazivni domet svetilnika je 8 do 11 milj.